# Benjamin Wood

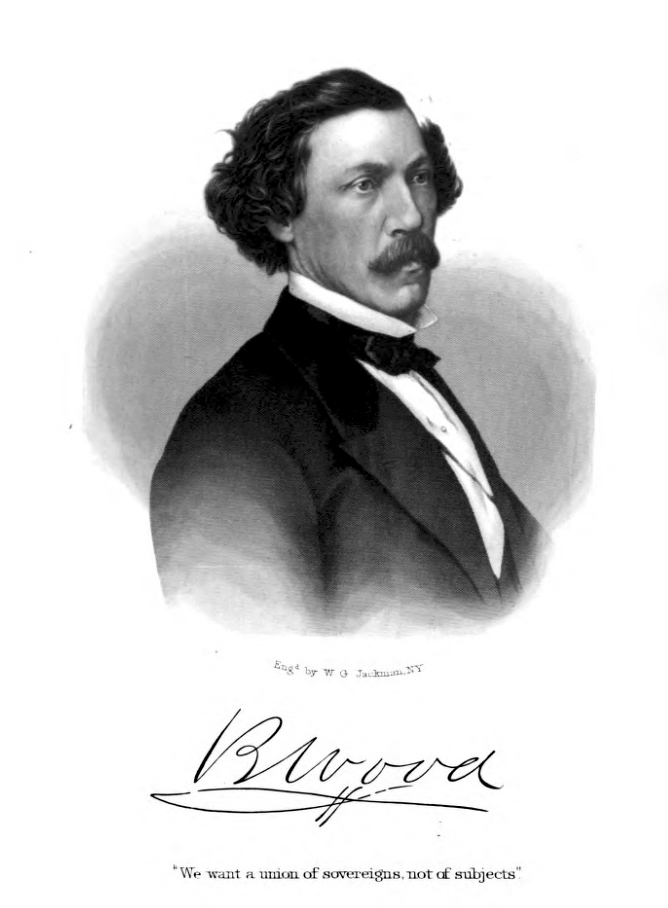
Graviertes Porträt von Benjamin Wood (1863)

Benjamin Wood (* 13. Oktober 1820 in Shelbyville, Kentucky; † 21. Februar 1900 in New York City) war ein US-amerikanischer Politiker. Zwischen 1861 und 1865 und nochmals von 1881 bis 1883 vertrat er den Bundesstaat New York im US-Repräsentantenhaus.

## Werdegang
Benjamin Wood wurde ungefähr fünfeinhalb Jahre nach dem Ende des Britisch-Amerikanischen Krieges in Shelbyville geboren. Seine Familie zog dann nach New York City, wo er öffentliche Schulen besuchte und später dem Schifffahrtsgeschäft nachging. Ein Jahr vor dem Ausbruch des Bürgerkrieges erwarb er die Daily News, wo er als Redakteur und Herausgeber bis zu seinem Tod tätig war. Im selben Jahr hatte er den Vorsitz über die Democratic Editors. Politisch gehörte er der Demokratischen Partei an. Bei den Kongresswahlen des Jahres 1860 wurde er im dritten Wahlbezirk von New York in das US-Repräsentantenhaus in Washington, D.C. gewählt, wo er am 4. März 1861 die Nachfolge von Daniel E. Sickles antrat. Zwei Jahre später kandidierte er im vierten Wahlbezirk von New York für einen Kongresssitz. Nach erfolgreicher Wahl trat er die Nachfolge von James Kerrigan an. Er schied nach dem 3. März 1865 aus dem Kongress aus. In den Jahren 1866 und 1867 saß er im Senat von New York. Man wählte ihn im Jahr 1880 im fünften Wahlbezirk von New York in das US-Repräsentantenhaus, wo er am 4. März 1881 die Nachfolge von Nicholas Muller antrat. Wood schied nach dem 3. März 1883 aus dem Kongress aus. Er verstarb am 21. Februar 1900 in New York City und wurde dann auf dem Calvary Cemetery in Long Island City beigesetzt. Sein Bruder war der Kongressabgeordnete Fernando Wood.

## Werk
- Fort Lafayette or, Love and Secession, 1862